# Calvin Thürkauf
Calvin Thürkauf, né le 27 juin 1997 à Zoug en Suisse, est un joueur suisso-canadien de hockey sur glace.
Il joue au poste d'attaquant.

## Biographie

### Jeunesse
Calvin Thürkauf se forme au EV Zoug, le club de sa ville natale. En 2010, il participe au Tournoi international de hockey pee-wee de Québec avec la Sélection Est Suisse. Durant de la saison 2014-2015, il inscrit 11 buts en 38 matchs et son équipe perd la finale des séries éliminatoires face au GCK Lions M20.
Lors du Repêchage d'importation de la Ligue canadienne de hockey (LCH) en 2015, il est sélectionné en 59e position par les Rockets de Kelowna, évoluant dans la Ligue de hockey de l'Ouest (LHOu). Il s'engage avec les Rockets le 11 août 2015. À sa première saison au Canada, il inscrit quarante-cinq points en soixante et un matchs. Les Rockets se rendent en demi-finale des séries éliminatoires de la Coupe Ed Chynoweth et s'inclinent en quatre matchs face aux Thunderbirds de Seattle. La saison suivante, Thürkauf affiche une progression avec un total de soixante-dix points en saison régulière. En séries, les Rockets sont à nouveau éliminé par les Thunderbirds au stade des demi-finales, mais en six matchs.
En vue du Repêchage d'entrée dans la Ligue nationale de hockey de 2015, les recruteurs la ligue le classe au 118e rang des patineurs internationaux. Il doit attendre sa deuxième année d'éligibilité, en 2016, pour voir les Blue Jackets de Columbus le sélectionner au septième tour, en 185e position.

### En club
Le 3 mars 2015, Thürkauf, âgé de dix-sept ans, dispute un premier match face à des adultes, lors d'une rencontre de série éliminatoire de LNB entre le SC Langenthal et les SCL Tigers.
Le 31 décembre 2016, il signe son contrat d'entrée dans la LNH, d'une durée de  trois ans, avec les Blue Jackets. Avant la saison 2017-2018, il participe au camp d'entraînement organisé par les Blue Jackets et y fait une bonne impression. Il fait partie des derniers joueurs retranchés dans la Ligue américaine de hockey (LAH), il joue la saison avec le club école de Columbus, les Monsters de Cleveland. Il connait un bon début de saison, ayant inscrit cinq buts lors de ses treize premiers matchs, il doit attendre mi-février pour marque à nouveau. Au terme de la saison, il totalise onze buts et vingt-quatre points,. Blessé une bonne partie de la saison suivante, il n'inscrit que 2 points en vingt-six matchs. À la mi-février 2020, présentant une statistique de vingt-cinq points en quarante-sept matchs, il est rappelé par les BLue Jackets et dispute trois matchs en dans la LNH : une défaite 3-4 (TF) face aux Predators de Nashville le 23 février 2020, une victoire 4-3 (Pr) face aux Sénateurs d'Ottawa le 25 février 2020 et une défaite 4-5 face au Wild du Minnesota le 26 février 2020. Durant ces trois matchs, il joue un total de vingt-quatre minutes et quarante-six secondes et ne décoche qu'un seul tir,. Au mois de mars 2020, la saison est annulée en raison de la Pandémie de Covid-19.
Le 24 août 2020, en raison des incertitudes entourant la saison de LNH, il revient en suisse et s'engage avec son club formateur, l'EV Zoug. Deux mois plus tard, le 27 octobre 2020, il signe une extension de contrat avec les Blue Jackets, un an et à deux volets. Il reste cependant avec Zoug, sous la forme d'un prêt. Blessé en janvier 2021, il n'est jamais rappelé par les Blue Jackets. Au terme de la saison, Zoug est sacré champion de suisse, mais Thürkauf n'ayant pas disputé plus de la moitié de la saison régulière ne peut être inscrit dans l'effectif victorieux.
Le 10 mai 2021, il s'engage pour trois ans avec le HC Lugano. Auteur d'une première saison convaincante avec Lugano, trente-cinq points en saison régulière, il signe une prolongation de contrat jusqu'au terme de la saison 2028-2029 et est nommé capitaine de l'équipe, le 7 août 2022. Lors de la saison 2023-2024, réalisant soixante points en cinquante-deux matchs, il est élu MVP,.

### Carrière internationale
Étant binational, Thürkauf choisit de représenter la Suisse. En août 2014, avec la sélection des moins de 18 ans, il prend part à la Coupe Hlinka-Gretzky. Lors du premier match, face au Canada, il obtient une aide, son seul point sur ce tournoi. La suisse est classée 3e du groupe B et affronte la Finlande lors du match de classement pour la 5e place. Indisciplinée, la nati s'incline sur le score de 9-3, Thürkauf est exclu de la rencontre à la suite d'une charge avec la crosse et une méconduite. Recevant trente-huit minutes de pénalité sur les quatre matchs de ce tournoi, il est le joueur le plus indiscipliné. Durant le mois de décembre 2014, il est convoqué pour le Défi mondial junior A. plus discipliné, il obtient trois aides et la Suisse se classe à la 5e place, battant la sélection de l'Ouest du Canada lors du match de classement. Du 16 avril 2015 au 26 avril 2015, il participe au Championnat du monde des moins de 18 ans qui a lieu en suisse. Lors du troisième match du groupe B face à la Lettonie, il inscrit le premier but de son équipe dans une victoire 3-2 (Pr).
Du 26 décembre 2015 au 5 janvier 2016, il fait partie de la sélection des moins de 20 ans prenant part au Championnat du monde junior. Lors du premier match face à la Suède, Thürkauf charge Adrian Kempe contre la bande et est suspendu pour la deuxième rencontre face au Danemark. Dernière de son groupe, la Suisse doit jouer le barrage de relégation, deux rencontres face à la Biélorussie. Thürkauf inscrit un but et une aide, la Suisse remporte les deux matchs et termine à la9e place du tournoi, la Biélorussie étant releguée. L'année suivante, il est nommé capitaine pour les Championnats du monde junior. Face à la Tchéquie, lors du premier match, Thürkauf inscrit un but et une aide, la suisse s'impose 4-3 (Pr). Le lendemain, face à la Suède, il marque à nouveau, mais son équipe s'incline 4-2. Au terme de la phase de groupe, la Suisse se classe 4e du groupe A et affronte les États-Unis en quart de finale. Thürkauf obtient une passe et une pénalité de dix minutes, la suisse s'incline 3-2 et termine le tournoi à la 7e place.
Thürkauf fait ses débuts avec l'équipe A lors de la saison 2017-2018, étant appelé quatre fois lors de rencontres amicales. En novembre 2021, il est convoqué pour la Deutschland Cup, lors du premier match, face à la Slovaquie, il effectue une charge à la tête sur Adrian Holešinský et reçoit une pénalité de 5 minutes et 20 minutes, ainsi qu'une méconduite de match. Au mois de février, il prend part aux Jeux olympiques. Il commence le tournoi au centre de la 4e ligne, puis face au Danemark, il est à l'aile de la 3e ligne et obtient une aide dans une phase de groupe qui ne se passe pas bien pour la Suisse, dernière du groupe. La Suisse affronte la Tchéquie lors d'un tour qualificatif, Thürkauf évolue sur la 2e ligne avec Enzo Corvi et Andres Ambühl. Il obtient une passe sur un but de ce dernier et la Suisse remporte le match 4-2.
Du 5 mai 2022 au 8 mai 2022, il participe aux Sweden Hockey Game, un tournoi de l'Euro Hockey Tour où la Suisse est invitée. lors du premier match, face à la Finlande, en avantage numérique, il délivre une passe transversale à Damien Riat qui inscrit un but et la Suisse s'impose 3-2. Quelques jours plus tard, il prend part au Championnat du monde. Lors du premier match, il inscrit un doublé face à l'Italie et la Suisse s'impose 5-2.
Il commence le Championnat du monde de 2023 avec un but et une aide face à la Slovaquie, dans une victoire 7-0 de la Suisse. Le lendemain face à la Norvège, il finit contre la bande lors de son premier shift et se casse l'épaule. En 2024, alors qu'il a eu le C de capitaine lors de la plupart des rencontres internationale cette saison, il le cède à Nino Niederreiter pour le Championnat du monde. Auteur de 4 points en 10 matchs, Thürkauf est un élément important pour la Suisse qui obtient la médaille d'argent en s'inclinant seulement en finale face à la Tchéquie.

## Statistiques

### En club

#### Championnat
| Saison    | Équipe                   | Ligue            |     | Saison régulière | Saison régulière | Saison régulière | Saison régulière | Saison régulière |   | Séries éliminatoires | Séries éliminatoires | Séries éliminatoires | Séries éliminatoires | Séries éliminatoires |
| Saison    | Équipe                   | Ligue            | PJ  | B                | A                | Pts              | Pun              | PJ               | B | A                    | Pts                  | Pun                  |                      |                      |
| 2012-2013 | EV Zoug M20              | Juniors Élites A | 4   | 1                | 0                | 1                | 2                | 2                | 0 | 0                    | 0                    | 0                    |                      |                      |
| 2013-2014 | EV Zoug M20              | Juniors Élites A | 8   | 1                | 1                | 2                | 6                | 2                | 0 | 0                    | 0                    | 4                    |                      |                      |
| 2014-2015 | EV Zoug M20              | Juniors Élites A | 38  | 11               | 10               | 21               | 54               | 12               | 1 | 1                    | 2                    | 20                   |                      |                      |
| 2014-2015 | SC Langenthal            | LNB              | 0   | 0                | 0                | 0                | 0                | 1                | 0 | 0                    | 0                    | 4                    |                      |                      |
| 2015-2016 | Rockets de Kelowna       | LHOu             | 61  | 18               | 27               | 45               | 54               | 18               | 2 | 6                    | 8                    | 16                   |                      |                      |
| 2016-2017 | Rockets de Kelowna       | LHOu             | 60  | 33               | 37               | 70               | 87               | 17               | 8 | 13                   | 21                   | 24                   |                      |                      |
| 2017-2018 | Monsters de Cleveland    | LAH              | 75  | 11               | 13               | 24               | 40               | -                | - | -                    | -                    | -                    |                      |                      |
| 2018-2019 | Monsters de Cleveland    | LAH              | 26  | 2                | 0                | 2                | 24               | -                | - | -                    | -                    | -                    |                      |                      |
| 2019-2020 | Blue Jackets de Columbus | LNH              | 3   | 0                | 0                | 0                | 0                | -                | - | -                    | -                    | -                    |                      |                      |
| 2019-2020 | Monsters de Cleveland    | LAH              | 53  | 9                | 17               | 26               | 37               | -                | - | -                    | -                    | -                    |                      |                      |
| 2020-2021 | EV Zoug                  | NL               | 22  | 3                | 2                | 5                | 26               | -                | - | -                    | -                    | -                    |                      |                      |
| 2021-2022 | HC Lugano                | NL               | 50  | 16               | 19               | 35               | 65               | 6                | 1 | 3                    | 4                    | 4                    |                      |                      |
| 2022-2023 | HC Lugano                | NL               | 52  | 11               | 8                | 19               | 61               | 8                | 3 | 4                    | 7                    | 12                   |                      |                      |
| 2023-2024 | HC Lugano                | NL               | 52  | 28               | 32               | 60               | 34               | 9                | 1 | 7                    | 8                    | 6                    |                      |                      |
| Totaux NL | Totaux NL                | Totaux NL        | 176 | 58               | 61               | 119              | 186              | 23               | 5 | 14                   | 19                   | 22                   |                      |                      |

#### Tournoi
| Saison    | Équipe               | Compétition     |   | PJ | B | A | Pts | Pun           |  | Résultat |
| 2009-2010 | Sélection Est Suisse | TIHPQ           | 2 | 0  | 0 | 0 | 0   |               |  |          |
| 2020-2021 | EV Zoug              | Coupe de Suisse | 2 | 0  | 2 | 2 | 0   | 1/8 de finale |  |          |
| 2021-2022 | HC Lugano            | LCH             | 6 | 4  | 3 | 7 | 8   | 3e Groupe E   |  |          |

## En équipe nationale
| Année         | Équipe        | Compétition                 |    | PJ | B  | A  | Pts | Pun               |  | Résultat |
| 2014          | Suisse M18    | Coupe Hlinka-Gretzky        | 4  | 0  | 1  | 1  | 38  | 6e place          |  |          |
| 2014          | Suisse M19    | Défi mondial junior A       | 4  | 0  | 3  | 3  | 4   | 5e place          |  |          |
| 2015          | Suisse U18    | Championnat du monde U18    | 7  | 1  | 2  | 3  | 12  | 4e place          |  |          |
| 2016          | Suisse U20    | Championnat du monde junior | 5  | 1  | 1  | 2  | 2   | 9e place          |  |          |
| 2017          | Suisse U20    | Championnat du monde junior | 4  | 2  | 2  | 4  | 16  | 7e place          |  |          |
| 2021          | Suisse        | Deutschland Cup             | 2  | 0  | 0  | 0  | 25  | 3e place          |  |          |
| 2022          | Suisse        | Jeux olympiques             | 5  | 0  | 2  | 2  | 0   | 8e place          |  |          |
| 2021-2022     | Suisse        | Euro Hockey Tour            | 3  | 0  | 1  | 1  | 4   | Non Classé        |  |          |
| 2022          | Suisse        | Championnat du monde        | 6  | 2  | 0  | 2  | 0   | 5e place          |  |          |
| 2023          | Suisse        | Championnat du monde        | 2  | 1  | 1  | 2  | 0   | 5e place          |  |          |
| 2022-2023     | Suisse        | Euro Hockey Tour            | 12 | 2  | 2  | 4  | 10  | 4e place          |  |          |
| 2024          | Suisse        | Championnat du monde        | 10 | 1  | 3  | 4  | 4   | Médaille d'argent |  |          |
| 2023-2024     | Suisse        | Euro Hockey Tour            | 8  | 6  | 1  | 7  | 6   | 4e place          |  |          |
| Totaux Senior | Totaux Senior | Totaux Senior               | 66 | 25 | 13 | 38 | 56  |                   |  |          |

## Trophées et honneurs personnels

### National League
- MVP de la saison 2023-2024.

### Équipe nationale
- Vice-champion du monde en 2024.